# واترلو (ویسکانسین)
واترلو، ویسکانسین  (به انگلیسی: Waterloo) شهری در شهرستان جفرسون ایالت ویسکانسین است که در سال ۱۹۶۲ بنیان‌گذاری شده‌است. این شهر طبق سرشماری سال ۲۰۱۰ میلادی ۳٬۳۳۳ نفر جمعیت داشته‌است.

## نگارخانه

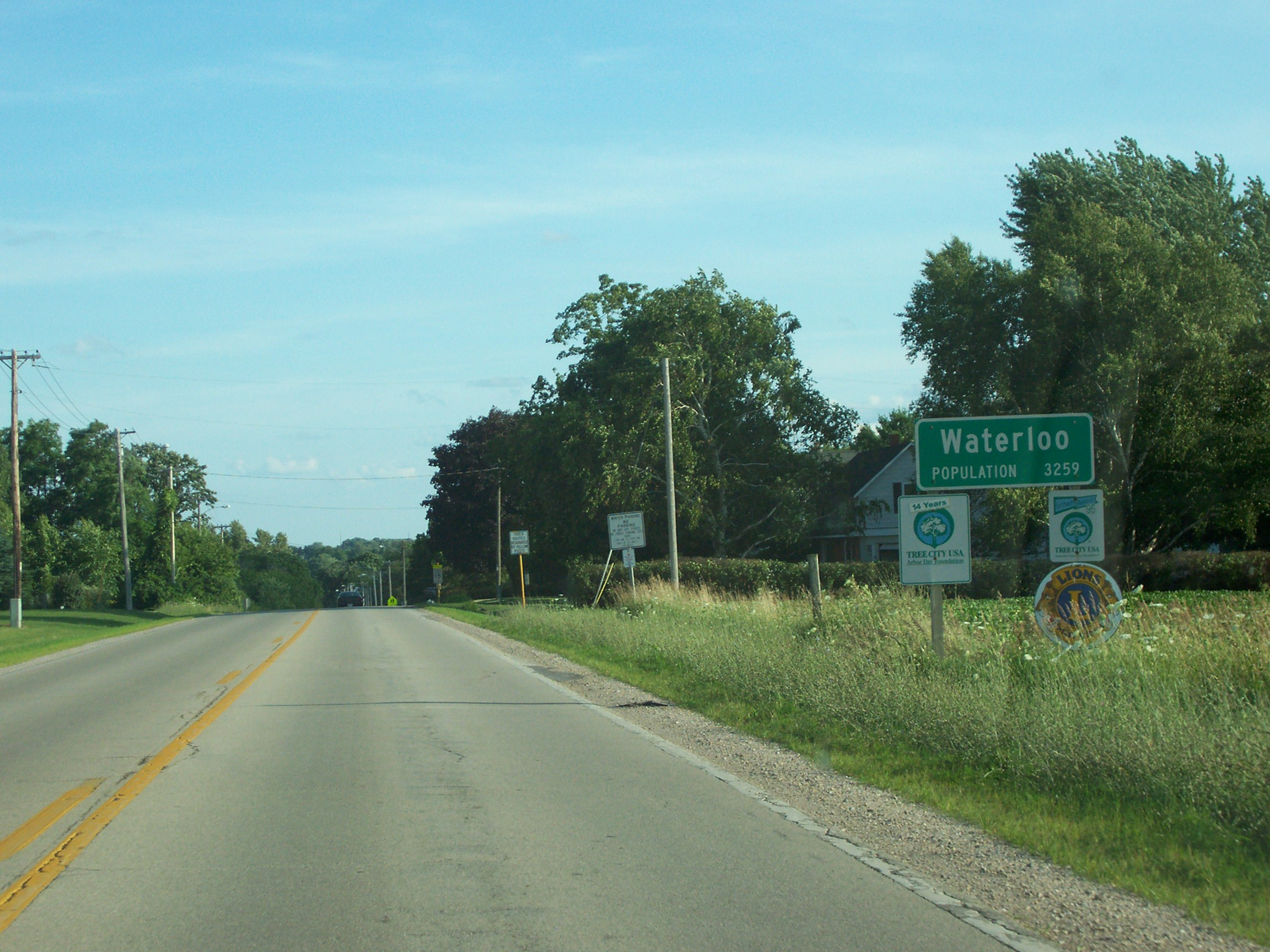
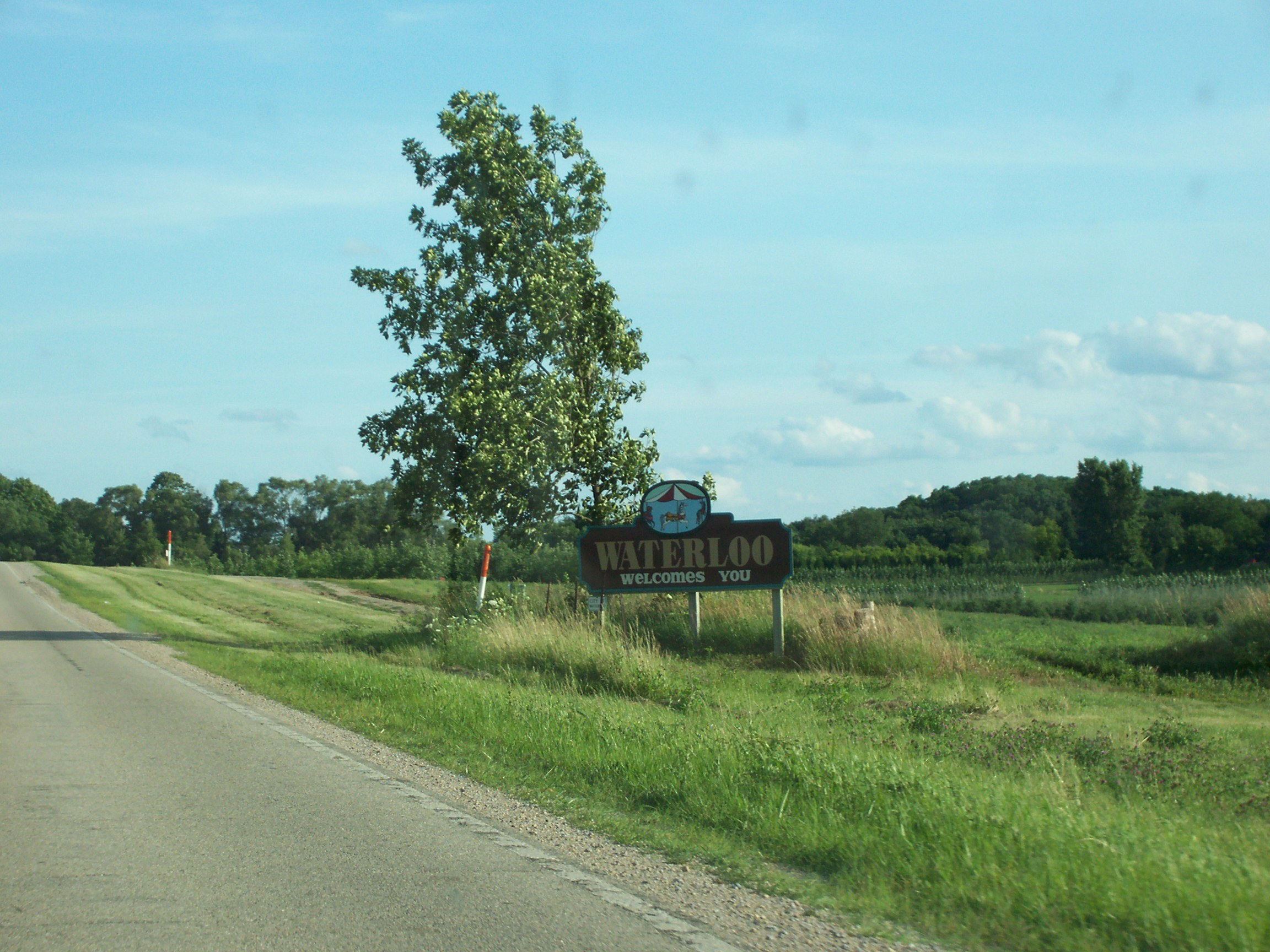
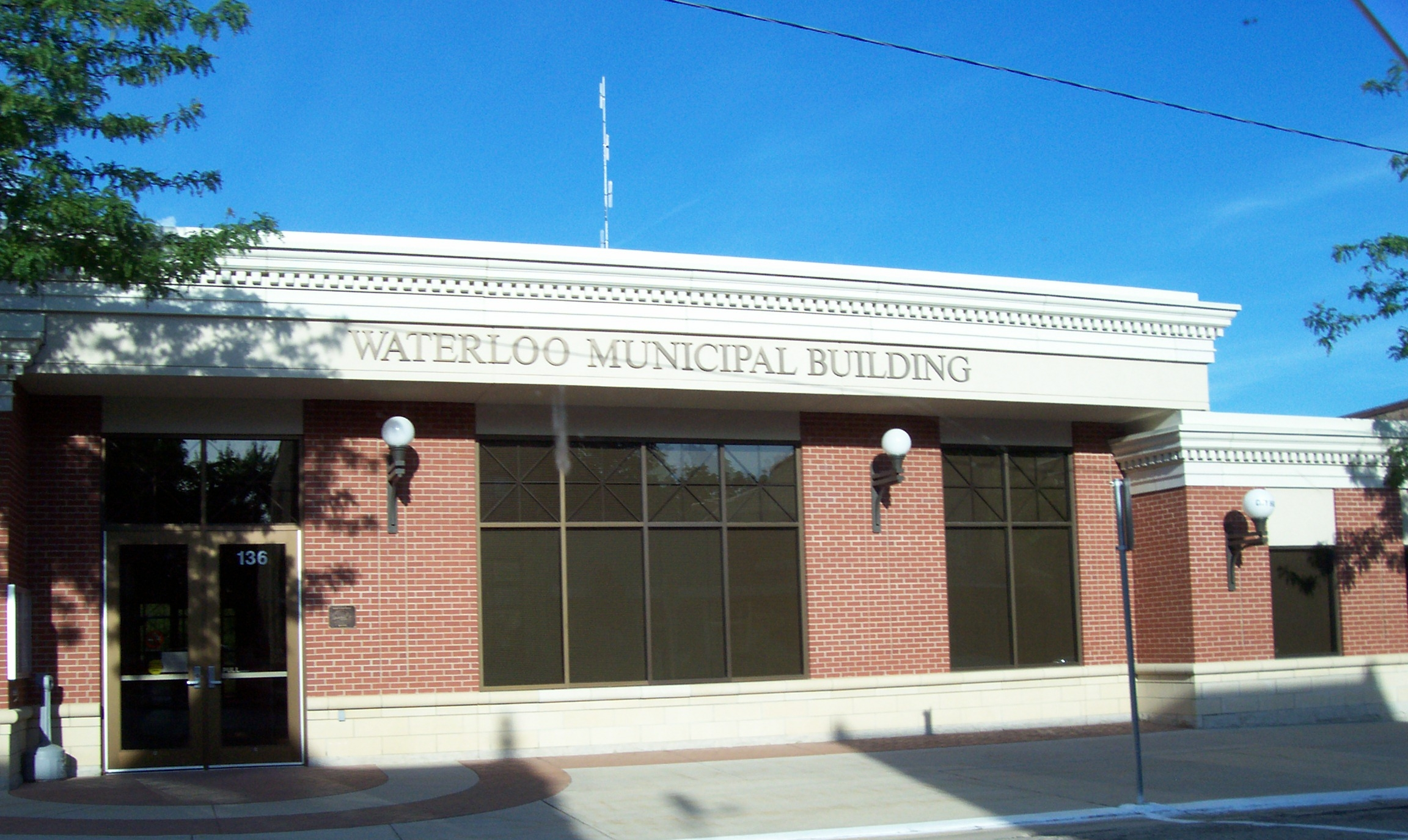
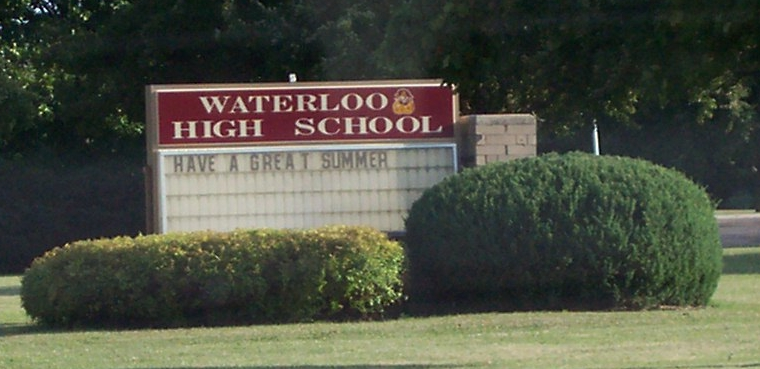